# Estación de Castelo Novo
La Estación Ferroviaria de Castelo Novo, también conocida como Estación de Castelo Novo, es una plataforma ferroviaria de la Línea de la Beira Baixa, que sirve a la parroquia de Castelo Novo, en el ayuntamiento de Fundão, en Portugal.

## Descripción

### Localización y accesos
La estación se localiza en el sitio de las Gandaras de Baixo.

### Vías de circulación y plataformas
En enero de 2011, poseía dos vías de circulación, con 364 y 316 metros de longitud; las dos plataformas tenían 200 y 114 metros de extensión, y 45 centímetros de altura.

### Servicios
En julio de 2011, esta plataforma era utilizada por convoyes del servicio Regional, asegurados por la transportista Comboios de Portugal.

## Historia
Se encuentra en el tramo entre Abrantes y Covilhã de la Línea de la Beira Baixa, que comenzó a ser construido a finales de 1885, y fue abierto a la explotación el 6 de septiembre de 1891.
La estación fue objetivo de obras de remodelación, en el ámbito de una contrato de modernización de la Línea de la Beira Baixa de la Red Ferroviaria Nacional, en el tramo entre Castelo Branco y Vale de Prazeres; los trabajos fueron concluidos en el inicio del mes de abril de 2011.